# The Abbey, Sutton Courtenay
The Abbey, Sutton Courtenay is een middeleeuwse manor in de civil parish Sutton Courtenay in het Engelse graafschap Oxfordshire. Het gebouw heeft een binnenplaats en is gelegen op een stuk land met tuinen. Het is architectonisch en historisch gezien een belangrijk bouwwerk en een typisch exemplaar van een zogenaamde courtyard manor. The Abbey is daarom een Grade I-gebouw.
The Abbey werd gebouwd als pastorie op een stuk land dat eigendom was van de benedictijnse abdij in Abingdon. Er waren gedurende de middeleeuwen verschillende bouwfasen, maar het was in de zeventiende eeuw dat het huidige grondplan van The Abbey vorm werd gegeven. Van 1496 tot 1867 was de abdij eigendom van St George's Chapel, Windsor Castle. Het werd in 1958 uiteindelijk gekocht door David Astor, die het verhuurde aan de Ockenden Venture, een organisatie die als doel had vluchtelingenkinderen een huis en educatie te geven. In de jaren '70 werd de abdij gebruikt als het Namibia International Peace Centre. In 1973 kwam de dalai lama, Tenzin Gyatso, op bezoek. In 1980 kocht The New Era Centre het gebouw en gebruikte het als een retraiteplaats met conferenties, meditatie, muziek en spirituele programma's. In 1991 veranderde The New Era Centre zijn naam in 'The Abbey, Sutton Courtenay'.

## Galerij

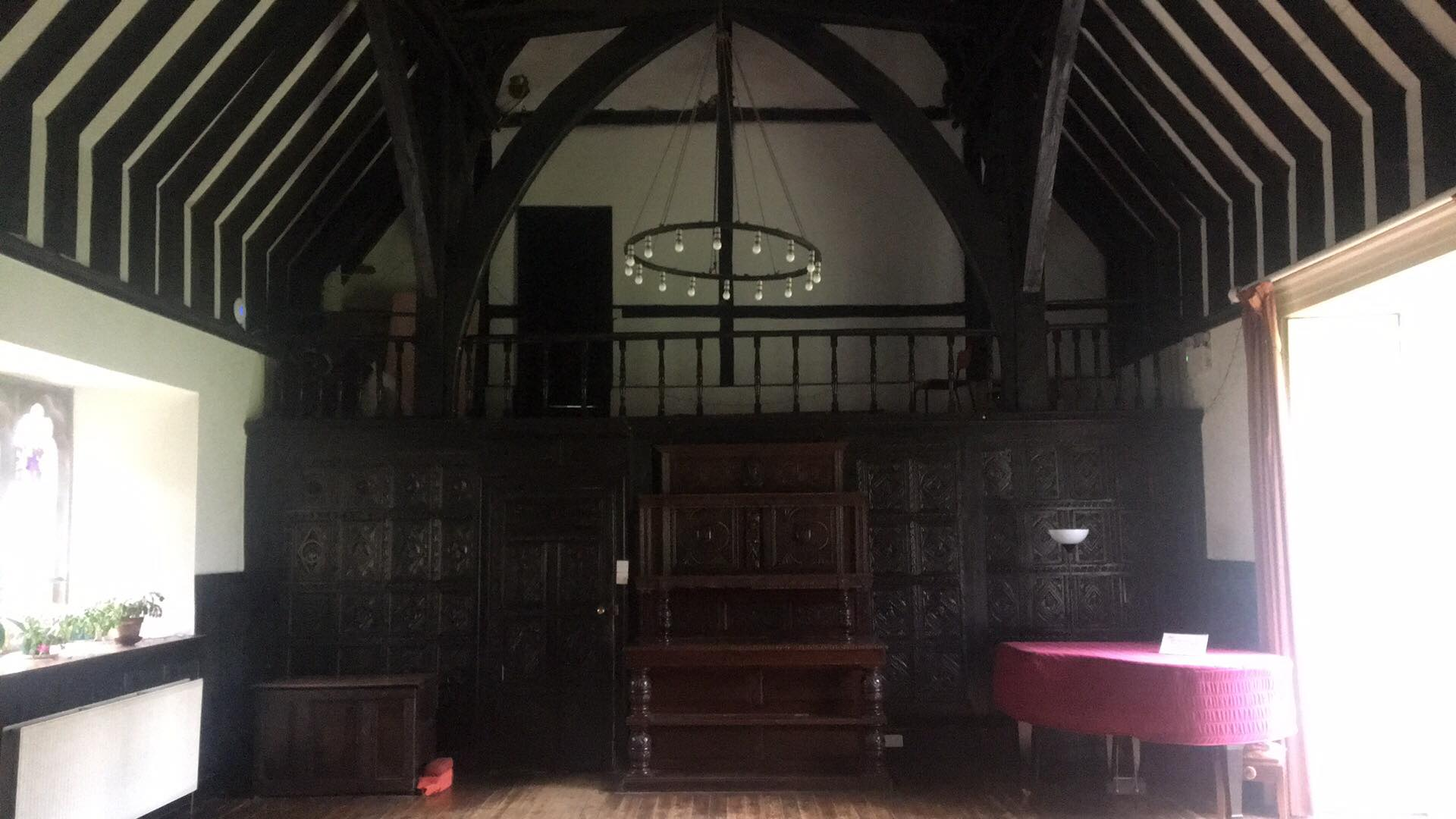
De ridderzaal
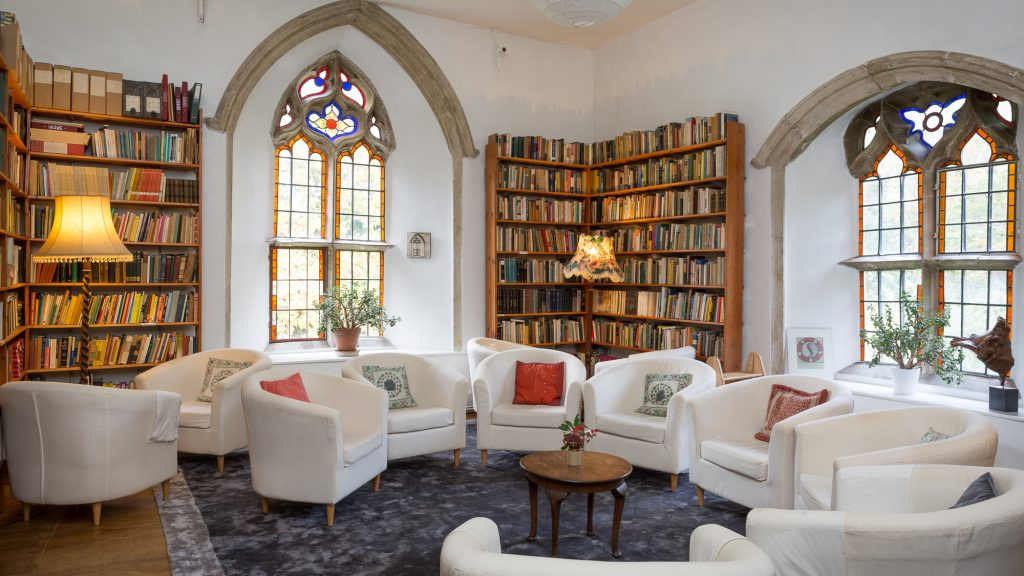
De bibliotheek
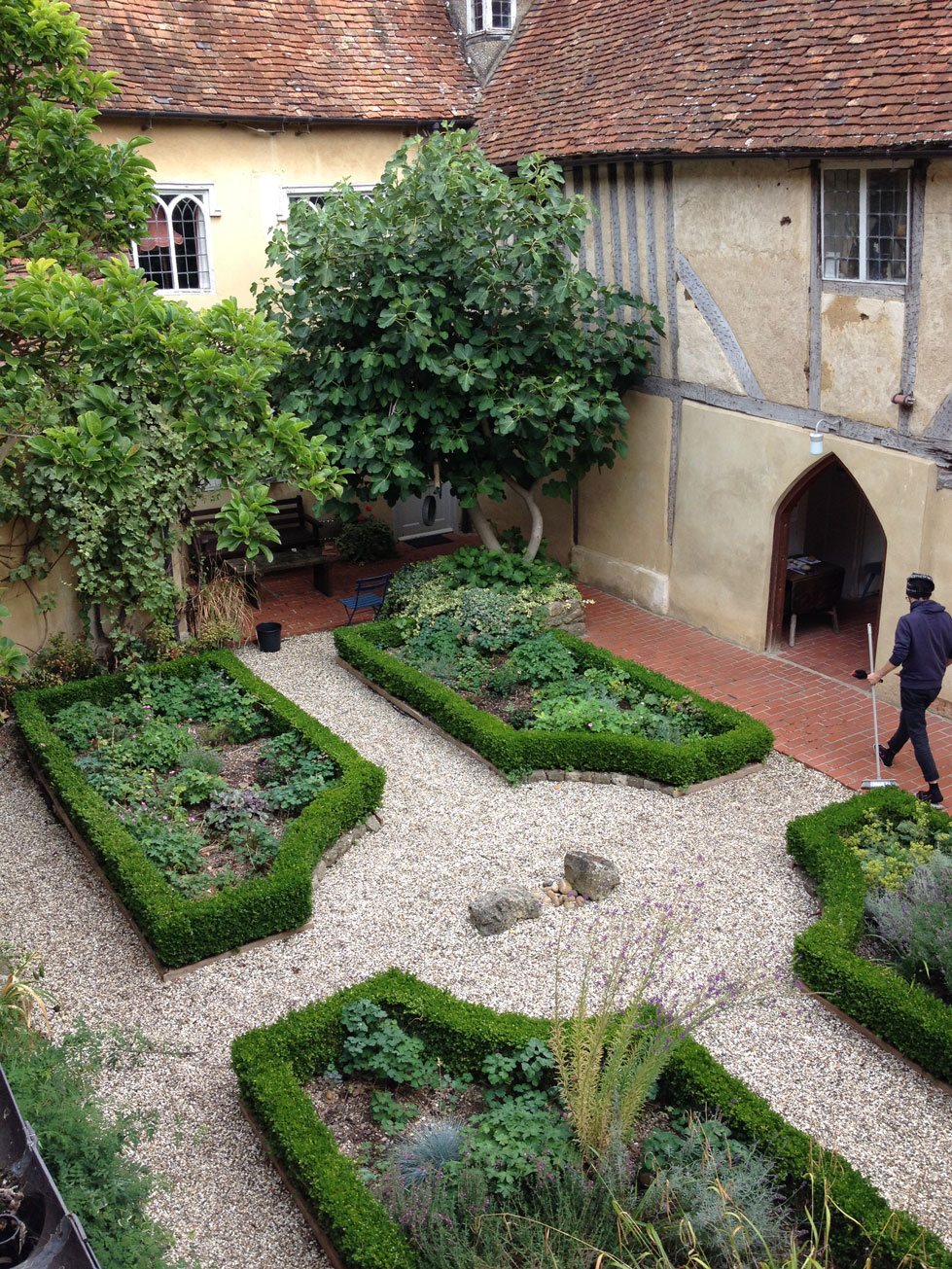
Het binnenhof
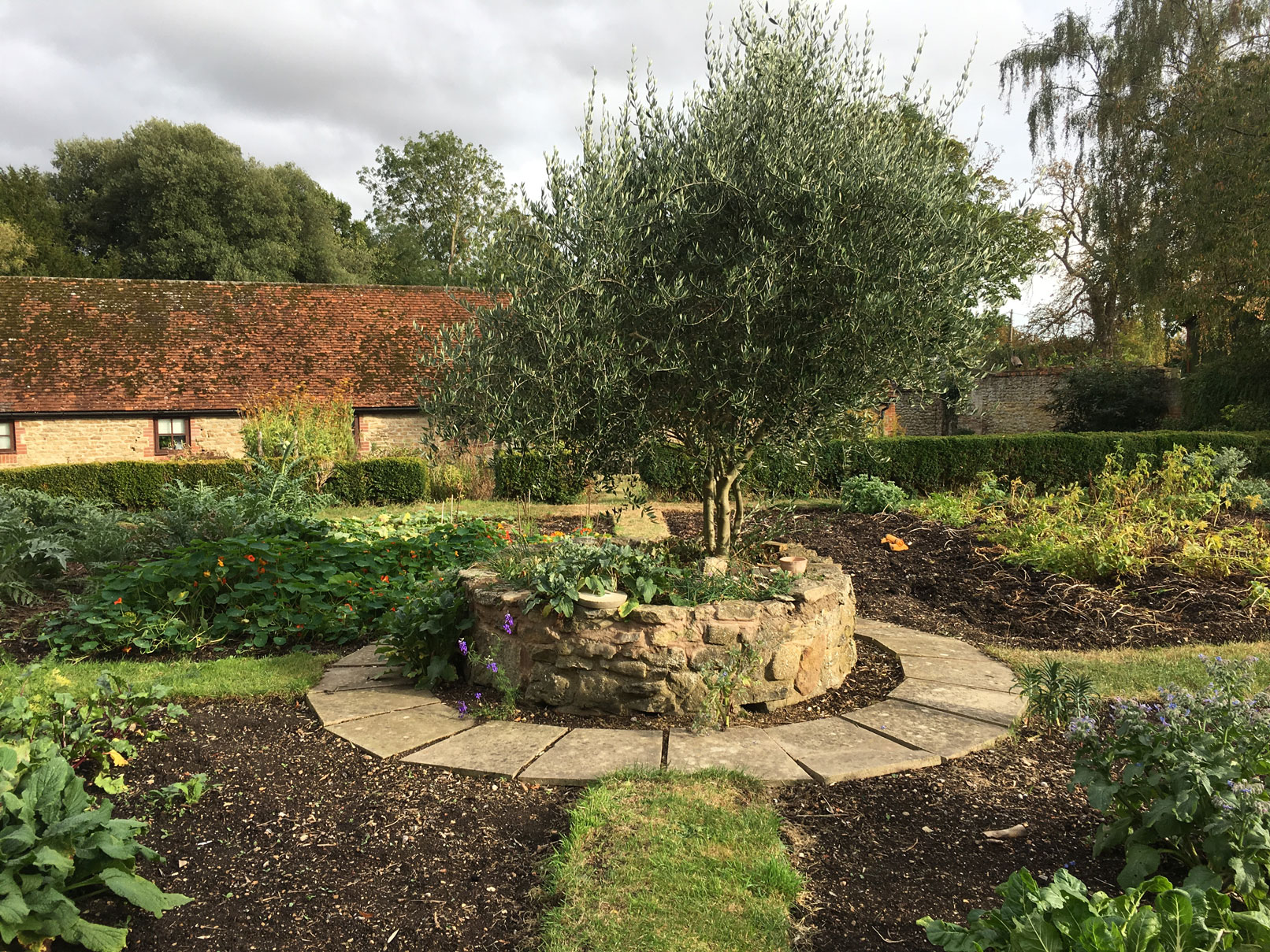
Tuinen